# ガンバッシ・テルメ
ガンバッシ・テルメ（伊: Gambassi Terme）は、イタリア共和国トスカーナ州フィレンツェ県にある、人口約4,800人の基礎自治体（コムーネ）。

## 地理

### 位置・広がり

#### 隣接コムーネ
隣接するコムーネは以下の通り。括弧内のSIはシエーナ県、PIはピサ県所属を示す。
- カステルフィオレンティーノ
- チェルタルド
- モンタイオーネ
- サン・ジミニャーノ (SI)
- ヴォルテッラ (PI)

### 気候分類・地震分類
ガンバッシ・テルメにおけるイタリアの気候分類 (it) および度日は、zona E, 2273 GGである。
また、イタリアの地震リスク階級 (it) では、zona 3 (sismicità bassa) に分類される。

## 行政

### 分離集落
ガンバッシ・テルメには、以下の分離集落（フラツィオーネ）がある。
- Pillo, Borgoforte, Varna, Catignano, Casenuove, Castagno, Badia a Cerreto